# Крепость Аманбая
Крепость Аманбая (каз. Аманбай дуалы) — памятник архитектуры XVII—XVIII века, крепость окружённая высокими стенами, в то же время зимовье, приспособленное для жизни. Расположена на левом берегу реки Кенгир Карагандинской области. Исследована в 1946—1947 годах Центрально-Казахстанской археологической экспедицией (руководитель А.Х. Маргулан). Внешний вид — четырехугольная насыпь. Сохранились северные и западные части, другие стороны снесло водой. Длина стен 56x50 м, высота до 4 м. Сложена из дерна и соломы. Толщина основания 6—7 м. В центре крепости остатки жилых строений.